# Technické centrum TC 4
Technické centrum TC 4 (také Technologické centrum 4 nebo Technologické centrum Palmovka) je nedostavěná součást ochranného systému pražského metra. Leží na Palmoveckém kopci v Praze 8-Libni. Centrum mělo po svém dokončení zásobovat pravobřežní část trasy B, tj. část trasy I.B, trasu II.B a IV.B, vodou a energiemi. Se stanicí metra Palmovka je centrum propojeno podzemní chodbou.

## Technologická centra pražského metra
Pro účely ukrytí obyvatelstva v metru v období válečného, přírodního a průmyslového ohrožení se používají prostory dopravního systému (tunely, stanice apod.), funkčnost systému je zajišťována technickými centry, která pro ochranný systém metra zajišťují potřebnou energii, větrání, vodu, filtraci apod. Dokončena jsou 3 technická centra (TC), která slouží pro trasy A a C a pro část trasy B. Technické centrum 4 budované u stanice Palmovka na ně navazuje.

## Historie projektu
Výstavba Technického centra TC 4 probíhala v letech 1986–2007, kdy byla bez dokončení díla zastavena. Celkové náklady dosáhly 1 359 000 tis. Kč, obstaravatelem byla a.s. Inženýring dopravních staveb, dodavatelem Metrostav, a. s. a ČKD Praha DIZ. Základní technické parametry jsou: počet podzemních podlaží 3, zastavěná plocha 5000 m², obestavěný prostor 72 000 m³, počet stálých pracovních míst 30.
Výstavba byla zahájena v roce 1986 souběžně s výstavbou metra. Po sametové revoluci v roce 1991 byly práce zpomaleny a prováděly se jen činnosti související se zprovozněním dopravní části metra v této oblasti. V rozpětí let 1992–7 následně pokračovaly práce do výše přidělené státní dotace. Od roku 1998 se Česká republika rozhodla na výstavbu nepřispívat a stavba byla zastavena úplně. V roce 2007 byla investice odepsána. Probíhala pouze ostraha, nejnutnější údržba stavby a skladování na stavbu již dříve zajištěného technologického materiálu.
V roce 2012 zastupitel Prahy 8 Petr Vilgus interpeloval předpokládaného majitele krytu – Dopravní podnik hl. m. Prahy, aby TC4 dostavěl nebo zlikvidoval. Cílem je vybudovat na místě krytu park se sportovními funkcemi.
V roce 2017 dopravní podnik odkoupil pozemek pod krytem a přístupovou cestu k němu. V současné době se připravuje studie o technickém stavu stavby, na základě které vznikne plán na dokončení nebo likvidaci stavby.